# アンドロパゴイ

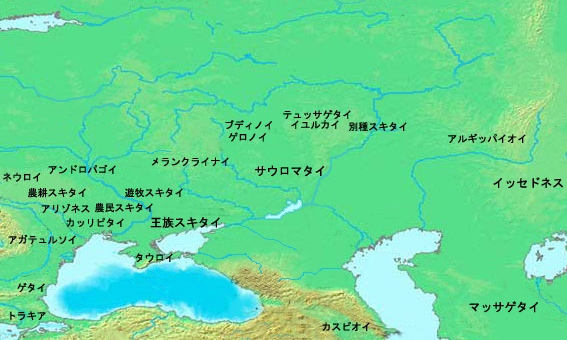
紀元前6世紀の諸民族とアンドロパゴイ人の位置。

アンドロパゴイ（ギリシャ語：Ἀνδροφάγοι）は、古代ギリシャ時代に黒海の北（現在のウクライナ北部）に住んでいた遊牧民。人肉を食すことで知られ、「アンドロパゴイ」すなわち「食人族」と呼ばれる。言語系統の特殊性から現在のフィン人などの北方ウラル系諸民族と関連づけられる。

## 歴史

### ヘロドトスの記録
| 「 | ボリュステネイタイ（オルビオポリタイ、農民スキタイ）の先には広漠たる無人の荒野が続いているが、この無人地帯を過ぎたところにアンドロパゴイ人が住んでいる。これは特異な民族で、スキタイ系では全くない。これより先はまさに無人の地で、我々の知る限りでは、もはやいかなる人間の種族も棲息していない。＜ヘロドトス『歴史』巻4-18＞ | 」 |

| 「 | アンドロパゴイの風俗は世にも野蛮なもので、正義も守らなければ、なんの掟も持たない。遊牧民であり、服装はスキタイによく似たものを用い、独特の言語を持つ。周辺のタウロイ，アガテュルソイ，ネウロイ，メランクライノイ，ゲロノイ，ブディノイ，サウロマタイら諸族の中では唯一、人肉を食す。 ＜ヘロドトス『歴史』巻4-106＞ | 」 |

### ダレイオス1世のスキタイ征伐
アケメネス朝のダレイオス1世（在位：前522年 - 前486年）はボスポラス海峡を渡ってトラキア人を征服すると、続いて北のスキタイを征服するべく、イストロス河を渡った。これを聞いたスキタイは周辺の諸民族を糾合してダレイオスに当たるべきだと考え、周辺諸族に使者を送ったが、すでにタウロイ，アガテュルソイ，ネウロイ，アンドロパゴイ，メランクライノイ，ゲロノイ，ブディノイ，サウロマタイの諸族の王は会合し、対策を練っていた。スキタイの使者は「諸族が一致団結してペルシアに当たるため、スキタイに協力してほしい」と要請した。しかし、諸族の意見は二手に分かれ、スキタイに賛同したのはゲロノス王，ブディノイ王，サウロマタイ王のみであり、アンドロパゴイらその他の諸族は「スキタイの言うことは信用できない」とし、協力を断った。
こうして全ての民族が同盟軍に加わらなかったため、スキタイは正面からの攻撃をあきらめ、焦土作戦によってペルシア軍を迎え撃つことにした。しかし、それでも同盟に参加しなかった諸族に協力してもらおうと、スキタイは戦いの最中に彼らの領地に侵入し、無理やり戦いに巻き込もうと考えた。そしてペルシア軍をスキタイ領の奥地へ誘い込んだスキタイ連合軍はまず、メランクライノイの国に侵入してこれを撹乱させ、次にアンドロパゴイの国に誘導した。スキタイ軍とペルシア軍が押し寄せたことに驚いたアンドロパゴイは算を乱して北の無人の荒野を目指して逃走した。こうしてスキタイ軍はペルシア軍に追われたまま、次々と同盟に参加しなかった諸族の領地を荒らしまわり、ペルシア軍を疲弊させることに一役買ってもらった。

## 習俗
ヘロドトスの記録ではまず、「スキタイ系ではない」ことを断言している。そして言語も「独特の言語」すなわちスキタイ語ではないとされており、これについてルグランは「フィン系の言語」としている。
そしてなにより「特異」とされているのが、「人肉を食す」ということである。上記の諸族の中では唯一としているが、他に人肉を食す民族としてマッサゲタイやイッセドネス人などが挙げられる。マッサゲタイについては「その方がこの国にとって幸せな死に方」としている。

## 参考資料
- （ヘロドトス『歴史』）訳：松平千秋『ヘロドトス』（筑摩書房、1988年、ISBN 4480203109）